# Templo de Draper
El Templo de Draper, Utah, es uno de los templos construidos y operados por la Iglesia de Jesucristo de los Santos de los Últimos Días, el número 129 construido por la iglesia y el templo número 3 de los 4 construidos en la ciudad de Salt Lake City.
Antes de la construcción del templo en Draper, los fieles de la comunidad asistían al templo de Jordan River (Utah), mientras que los que viven en el norte de la ciudad se desplazaban al templo de Salt Lake City.

## Construcción
Los planes para la construcción del templo en Draper se anunciaron durante la conferencia general de la iglesia SUD del 2 de octubre de 2004. El entonces presidente de la iglesia SUD Gordon B. Hinckley anunció que el propósito del nuevo templo en el valle de Salt Lake City era descargar de trabajo a los otros templos de la región, incluyendo el templo del Monte Oquirrh, dedicado en agosto de 2009. 
La ceremonia de la primera palada tuvo lugar el 5 de agosto de 2006 y fue transmitida por el sistema  satelital de la iglesia SUD a las capillas de la región. Solo aquellos invitados por la Primera Presidencia asistieron en directo a la ceremonia, incluyendo algunos miembros del Quórum de los Doce Apóstoles.

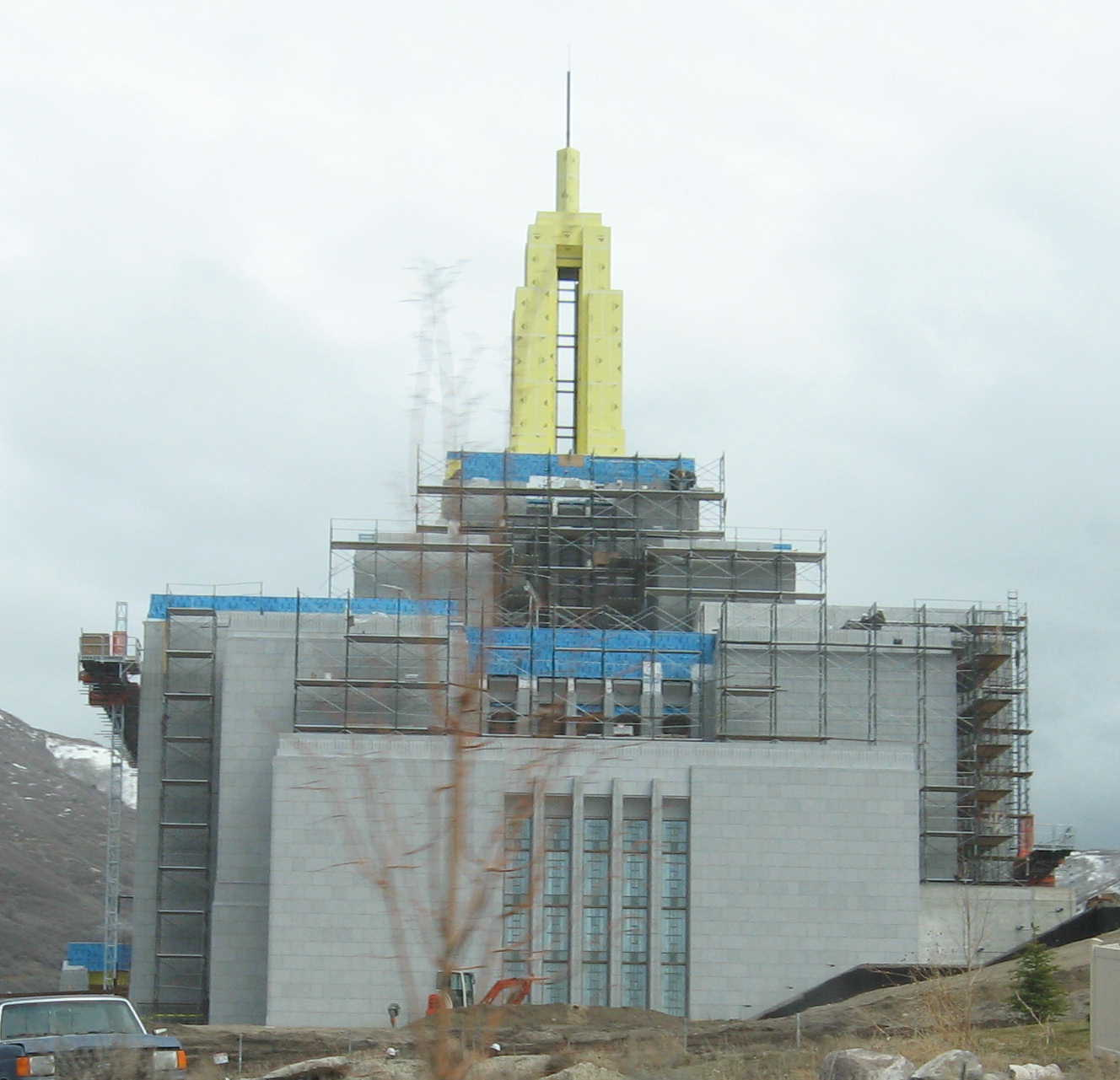
El templo de Draper, Utah en construcción durante marzo de 2008.

El templo se construyó de granito proveniente del estado canadiense de Quebec, sobre un terreno de 0,6 hectáreas al sudeste de la zona metropolitana de Salt Lake City. Incluyendo el pináculo donde se asienta el simbólico ángel Moroni, el templo tiene 51 mt de altura. El templo está ubicado en una pequeña colina rodeado de 4 km² de espacio urbano no habitado y circundado por un jardín que, a diferencia del templo, está abierto al público. El estacionamiento cuenta con espacio para cerca de 500 vehículos.

## Dedicación
El templo SUD de Draper fue dedicado para sus actividades eclesiásticas en seis sesiones, el 20 de marzo de 2009, por Thomas S. Monson, el entonces presidente de la iglesia SUD. Con anterioridad a ello, la iglesia permitió un recorrido público del interior y las instalaciones del templo que dura unos 45 minutos, del 15 de enero al 14 de marzo de ese mismo año, al que asistieron 684,721 visitantes, la mayor cantidad de personas registradas durante la casa abierta de los templos SUD.
El templo de Draper tiene un total de 5.300 metros cuadrados de construcción, cuenta con dos salones para las ordenanzas SUD y dos salones de sellamientos matrimoniales. 
El templo de Draper es utilizado por más de 9.000 miembros repartidos en estacas afiliadas a la iglesia en Salt Lake City.